# Tanjung Agung (Muko-Muko Bathin VII)
Tanjung Agung is een bestuurslaag in het regentschap Bungo van de provincie Jambi, Indonesië. Tanjung Agung telt 2981 inwoners (volkstelling 2010).